# Maciej Buszewicz
Maciej Buszewicz (ur. 24 stycznia 1952 w Rawiczu) – polski grafik, profesor zwyczajny Akademii Sztuk Pięknych w Warszawie.

## Życiorys
W 1979 ukończył studia na Wydziale Grafiki Akademii Sztuk Pięknych w Warszawie, w pracowni Haliny Chrostowskiej. W latach 1980–1984 kierował wydawnictwami Iskry i Poljazz. Od 1984 pracuje na macierzystej uczelni, gdzie m.in. uczył liternictwa na Wydziale Grafiki oraz prowadził Pracownię Projektowania Książki. Jest kierownikiem Katedry Książki i Ilustracji na Wydziale Grafiki. W 2003 otrzymał tytuł profesora sztuk plastycznych.
Współpracował m.in. z Ryszardem Kapuścińskim, Andrzejem Wajdą, Christianem Boltanskim i Frankiem Gehry. Zaprojektował m.in. plakat Zachodźże czerwone słoneczko z okresu kampanii przed wyborami w czerwcu 1989 roku. Projektował również znaczki dla Poczty Polskiej.
W 2019 został członkiem Rady Doskonałości Naukowej I kadencji. 
Mieszka w Warszawie, gdzie prowadzi własne studio projektowe.

## Wybrana twórczość

### Ilustracje i opracowania graficzne książek
- Hobbit, czyli tam i z powrotem, aut. J.R.R. Tolkien, wyd. Iskry, 1985
- Kram z literami, aut. Wanda Chotomska, wyd. Czytelnik, 1987
- Pchła Szachrajka, aut. Jan Brzechwa, wyd. Wydawnictwo PTWK, 1988
- Powrót do Sulejówka, aut. Włodzimierz Kalicki, wyd. KAW, 2001
- Warszawa przedwczorajsza, aut. Olgierd Budrewicz, wyd. BoSz, 2004

### Znaczki pocztowe
- Rok sportu i ideału olimpijskiego oraz koperta FDC, 1994
- Międzynarodowy Rok Katyński oraz koperta FDC, 1995
- 75. rocznica urodzin Krzysztofa Kamila Baczyńskiego oraz koperta FDC, 1996
- Światowa Wystawa Filatelistyczna Pacific '97 oraz koperta FDC, 1997
- Izrael 98 • Światowa Wystawa Filatelistyczna oraz koperta FDC, 1998
- Zespół Pieśni i Tańca Mazowsze (seria) oraz koperta FDC, 1998
- Andrzej Wajda • Oskar 2000 oraz koperta FDC, 2000
- Stan wojenny a poczta oraz koperta FDC, 2000
- Polonica oraz koperta FDC, 2001
- XII Międzynarodowy Konkurs Skrzypcowy im. H. Wieniawskiego oraz koperta FDC, 2001
- Stulecie Filharmonii w Warszawie oraz koperta FDC, 2001
- Cztery pory roku w malarstwie • Twórczość artystów niepełnosprawnych (seria) oraz koperta FDC, 2001
- Zemsta (seria) oraz koperta FDC, 2002
- 140. rocznica powstania Muzeum Narodowego w Warszawie oraz koperta FDC, 2002
- Światowy Dzień Poczty oraz koperta FDC, 2002
- Polska w Unii Europejskiej (I–III) oraz koperty FDC, 2003
- 500. rocznica urodzin Mikołaja Reja oraz koperta FDC, 2005
- 60. rocznica zakończenia II wojny światowej oraz koperta FDC, 2005

## Nagrody i wyróżnienia
- Nagroda Melbourne Art Directors Club (1999)[3]
- „Najładniejszy znaczek w 2002 roku” w plebiscycie pisma „Filatelista” – 140. rocznica powstania Muzeum Narodowego w Warszawie (nr kat. 3823)[6]
- Wyróżnienie w 45. Konkursie Polskiego Towarzystwa Wydawców Książek (PTWK) „Najpiękniejsze Książki Roku 2004” za publikację Warszawa Przedwczorajsza Olgierda Budrewicza[3]
- Brązowy Medal „Zasłużony Kulturze Gloria Artis” (2010)[7]
- Nagroda 100-lecia ZAiKS-u (2020)[8]

## Upamiętnienie
W 2022 nakładem wydawnictwa BoSz ukazał się album Maciej Buszewicz • Plakaty, opracowany przez Dorotę Folgę–Januszewską. Publikacja zawiera reprodukcje blisko 60. wybranych plakatów artysty.